# Petrovice (ort i Tjeckien, Södra Mähren, Okres Blansko)
Petrovice är en ort i Tjeckien.   Den ligger i distriktet Okres Blansko och regionen Södra Mähren, i den östra delen av landet, 180 km öster om huvudstaden Prag. Petrovice ligger 543 meter över havet och antalet invånare är 432.
Terrängen runt Petrovice är kuperad västerut, men österut är den platt. Runt Petrovice är det ganska tätbefolkat, med 124 invånare per kvadratkilometer. Närmaste större samhälle är Blansko, 6,7 km sydväst om Petrovice. I omgivningarna runt Petrovice växer i huvudsak blandskog.